# Anton Bourguignon von Baumberg
Anton Bourguignon von Baumberg (Hermannmiestec, Češka, 8. lipnja 1808. – Pula, 28. svibnja 1879.), austrougarski admiral.
Nakon što je kao privremeni mornarički kadet stupio 1825. godine u Austrougarsku ratnu mornaricu, napredovao je do njezina zapovjednika 1857. godine. Na toj je dužnosti ostao do 1859. godine. Godine 1864. imenovan je prvim lučkim admiralom u Puli, a tu službu vršit će do svoje smrti. Dvije godine poslije tog imenovanja postavljen je za zapovjednika puljske tvrđave. Zaslužan je za organizaciju puljskog Arsenala koja je pridonijela osnaživanju austrijske ratne flote prije Viškoga boja 1866. kad je poražena talijanska ratna flota. Car Franjo Josip I. promaknuo ga je 1875., kao prvog austrijskoga pomorskog časnika, u čin admirala. Pokopan je na Mornaričkome groblju u Puli. Fort Monsival preimenovan je u 1869. godine njemu u čast u Fort Bourguignon.

## Više informacija
- Austrougarska ratna mornarica

| vojne službe                                            | vojne službe                                         | vojne službe                              |
| ------------------------------------------------------- | ---------------------------------------------------- | ----------------------------------------- |
| prethodnik nadvojvoda Ferdinand Maksimilijan Austrijski | zapovjednik Austrijske ratne mornarice 1857. – 1859. | nasljednik Alexander Müller von Mühlwerth |